# اتل مکلت
اتل مکلت (انگلیسی: Ethel Muckelt؛ ۳۰ مهٔ ۱۸۸۵ – ۱۳ دسامبر ۱۹۵۳) اسکیت‌باز نمایشی اهل بریتانیا بود.